# هنری پالسون
هنری پالسون، (به انگلیسی: Henry Paulson) (زاده ۲۸ مارس ۱۹۴۶) بانکدار، سیاستمدار و مدیر ارشد اجرایی آمریکایی است، که در فاصله سال‌های ۱۹۹۸ تا ۲۰۰۶ به‌عنوان مدیر عامل اجرایی گلدمن ساکس فعالیت می‌کرد. همچنین از ۲۰۰۶ تا ۲۰۰۹ نیز وزیر خزانه‌داری ایالات متحده بود.